# Супрасълски сборник
Супрасълският сборник (на латински: Codex Suprasliensis) е старобългарски кирилски ръкопис от средата на 10 век. Състои се от 285 листа, направени от добре обработен пергамент.

## История на ръкописа
Названието на сборника произлиза от Супрасълския манастир (край Бялисток, Полша), където е открит през 1823 г. от беларуския учен Михаил Бобровски. Той на два пъти изпраща части от ръкописа на Ерней Копитар във връзка с неговото изследване на „Клоцовия сборник“. Втората част (118 листа) Копитар не връща; след смъртта му (1844) тя попада в лицея в Любляна и днес се намира в библиотеката на тамошния университет. Друга част от сборника, състояща се от 151 листа, е купена от графовете Замойски и се озовава в Националната библиотека във Варшава. През 1939 г., по време на Втората световна война, тя изчезва. В неизвестност е до 1968 г., когато се появява в САЩ и е върната на Полската национална библиотека. Трета част, състояща се от две тетради (коли) с общо 16 листа, става собственост на помещика Стрелбицки. Откупена е от него през 1856 г. от Афанасий Бичков, завеждащ тогавашната Императорска публична библиотека в Петербург. В тази библиотека тя се намира и днес (сигнатура Q.п.I.72). По този начин ръкописът сега е разделен на три части, пазени съответно в Любляна, Варшава и Санкт Петербург.